# Юрий Млинк
Юрий Млинк (на горнолужишки: Jurij Młynk) е горнолужишки литературен и театрален историк, публицист, преводач, поет и писател на произведения в жанра драма, лирика и документалистика. Пише произведения си на руски и горнолужишки език.

## Биография и творчество
Юрий Млинк е роден на 13 април 1927 г. в лужишкото село Шьонау, около Бауцен, Горна Лужица, Германия. В периода 1949 – 1950 г. учи немска филология в университета във Вроцлав, а в периода 1950 – 1953 г. учи социология и чешка филология в университета „Карл Маркс“ в Лайпциг.
През 1955 г. е издадена първата му стихосбирка „Do swětła“ (Към света), а през 1959 г. – стихосбирката „Štož lubuju: Basnje jednoho lětdźesatka“ (Обичам те: Основите на едно лято).
През 1957 г. се жени за сърболужишката писателка Мария Млинкова. Имат дъщеря – Мерка Метова, която също е писателка.
От 1960 г. работи като изследовател в Сърболужишкия институт в Бауцен. Посвещава се на библиографията на лужишката литература и изучаването на сърболужишкия театър.
Автор е на двутомната антология „Słowjanske literatury“ (1960 – 1961), в която сам е превел някои от произведенията. Популяризатор е на творчеството на поета Тарас Шевченко.
Юрий Млинк умира на 16 юни 1971 г. в Дрезден, ГДР. Погребан е на гробището „Свети Никола“ в Бауцен.

## Произведения
- Do swětła (1955)
- Skicy k stawiznam serbskeje literatury (1956)
- Štož lubuju: Basnje jednoho lětdźesatka (1959)
- 400 lět serbskeho pismowstwa: Přewodnik we wobrazach (1960)
- Jakub Lorenc-Zalěski: Přinošk k stawiznam serbskeje literatury w dobje imperializma (1962)
- 100 lět serbskeho dźiwadła: 1862 – 1962 (1962)
- Tři lěta w Ruskej (1966)
- Hronow a druhe powědančka (1967)
- Za Budyšinom na roli (1968)
- Ze zašłosće do přichoda. Prěnja antologija serbskich ludowych awtorow (1968)